# Axymyiidae
Die Axymyiidae sind eine kleine Familie der Zweiflügler mit einer europäischen Art. Die Larven leben im Totholz an Gewässerufern.

## Merkmale

### Imagines
Axymyiidae sind robust gebaute, unauffällig düster gefärbte bis rotbraune, mittelgroße Mücken mit einer Körperlänge von 9 bis 12 Millimeter, mit relativ kurzen Beinen und Antennen. Sie ähneln im Habitus den viel häufigeren Haarmücken der Gattung Bibio (Bibionidae), mit denen sie aber nicht sehr nahe verwandt sind. Der große Kopf trägt sehr große Komplexaugen, die aus zwei durch eine feine Querlinie oder Grube getrennten Abschnitten bestehen. Diese stoßen bei den Männchen auf der Kopfoberseite zusammen („holoptisch“), bei den Weibchen sind sie breit getrennt. Außerdem sind drei Ocellen vorhanden. Die kurzen, perlschnurartigen Antennen (mit Einschnürungen an den Segmentgrenzen) bestehen aus 16 (14 bis 17) kaum differenzierten Gliedern. Die Mundwerkzeuge sind weitgehend zurückgebildet und rudimentär, erkennbar sind zwei schlanke, fünfgliedrige Palpen. Der Rumpfabschnitt trägt drei kurze Beinpaare, die Tibia ohne Sporne, Dornen oder längere Haare. Das Empodium ist abgestutzt spatelförmig und länger als die Haftpolster (Pulvilli) der Klauen. Die Flügel sind langgestreckt (mehr als körperlang) und meist etwas verdunkelt. Das Flügelgeäder ist charakteristisch: Der Radius endet in vier Ästen, wobei R2 nahezu rechtwinklig von seinem Stamm abzweigt und die Randader (Costa) nahe der Einmündung von R1 erreicht. Die Querader r-m ist deutlich und erscheint als Fortsetzung der Radiusschaltader. Die Media besitzt zwei Äste. Die Schwingkölbchen (Halteren) sind auffallend lang gestielt.

### Larven
Die Larven der Axymyiidae sind in der Gestalt unverkennbar. Sie sind weiß gefärbt oder durchscheinend. Ihr Körper ist plump gebaut, mit einer teilweise in den Rumpfabschnitt eingezogenen Kopfkapsel und einem sehr langen Atemrohr (dem umgebildeten achten Hinterleibssegment) mit einer Stigmenplatte an der Spitze am Hinterleib. Das Atemrohr ist länger als der restliche Körper der Larve. Zusätzlich besitzen sie ein kleines Stigmenpaar am Prothorax (amphipneustische Larve). Seitlich des Atemrohrs trägt die Hinterleibsspitze ein oder zwei Paar sehr große, verzweigte Analpapillen von halber Körperlänge (unverzweigt bei Protaxymyia thuja). Die großen, vorgestreckten Mandibeln arbeiten parallel zueinander, die Maxillen sind klein und unauffällig.

## Biologie und Lebenszyklus
Die Larven leben in rinden- und moosfreien Totholz, meist in Waldsümpfen und am Rand von kleinen Waldbächen. Da sie ganzjährig gleichmäßige, feuchte Bedingungen benötigen, fehlen sie sowohl in zeitweilig austrocknenden Feuchtgebieten wie auch in schnell fließenden Gewässern mit häufigeren Hochwassern. Jede Larve sitzt in einer flaschenförmigen, selbst ausgenagten Höhlung im Holz, so dass nur die Spitze des Atemrohrs nach draußen ragt. Sie ernährt sich von der gefressenen Holzmasse und vermutlich darin enthaltenen Mikroorganismen. Ihre Position verrät sich oft durch gebogene, frische Holzspäne an der Oberfläche des besiedelten Blocks. Besiedelt wird nur teilzersetztes, aber noch hartes und stabiles Holz, das durch direkten Kontakt zu Wasser oder nassem Schlamm wassergesättigt ist. Vermutet wird eine zweijährige Entwicklung. Vermutlich gibt es vier Larvenstadien (untersucht an Axymyia furcata). Reife Larven drehen sich in der Höhlung um und erweitern den Tunnel zur Holzoberfläche, in dessen Ausmündung sie sich verpuppen. Die adulten Mücken schlüpfen in Nordamerika im April oder Anfang Mai. Sie werden selten gefunden, über ihre Lebensweise ist fast Nichts bekannt. Einige Arten wurden bei der Bildung von Schwärmen, vermutlich zur Paarung, beobachtet.

## Verbreitung
Die kleine Familie ist paläarktisch verbreitet. Sie kommt vor im nördlichen Nordamerika, in Sibirien und Nordasien, südlich bis Südchina und Taiwan, westlich bis Osteuropa. Einzige europäische Art ist Mesaxymyia kerteszi.

## Phylogenie, Taxonomie, Systematik
Die Familie umfasst vier lebende (rezente) Gattungen mit acht Arten.
- Axymyia McAtee, 1921
  - Axymyia furcata McAtee, 1921. nordöstliches Nordamerika, südlich bis South Carolina
  - Axymyia japonica Ishida, 1953. Japan
- Mesaxymyia Mamaev, 1968
  - Mesaxymyia kerteszi (Duda, 1930). Bisher bekannt aus dem europäischen Russland[5], der Ukraine und der östlichen Slowakei[6]. An durchnässtem Totholz der Fichte und der Espe, sehr selten.
- Protaxymyia Mamaev & Krivosheina, 1966
  - Protaxymyia melanoptera Mamayev and Krivosheina. Russland
  - Protaxymyia sinica Yang. China
  - Protaxymyia taiwanensis Papp. Taiwan
  - Protaxymyia thuja Fitzgerald & Wood, 2014[7]. Nordamerika (Oregon, Washington)
- Plesioaxymyia Sinclair, 2013
  - Plesioaxymyia vespertina Sinclair, 2013[8]. Alaska, Washington

Zusätzlich sind drei fossile Gattungen bekannt: Psocites (Hong), Juraxymyia Zhang und Sinaxymyia Zhang. Diese stammen aus dem Jura und der Unterkreide. Funde stammen aus den Daohugou-Schichten in der Inneren Mongolei (China), aus den Fossillagerstätten Karatau in Kasachstan und Khasurty in Transbaikalien.
Die Stellung der Axymyiidae innerhalb des Systems ist bis heute unklar und umstritten. Die zunächst allein bekannte Gattung Axymyia wurde in die Familien Bibionidae, Pachyneuridae oder Anisopodidae gestellt. Shannon stellte sie in eine eigene Unterfamilie der Anisopodidae, eine eigenständige Familie wurde zuerst von Rodendorf vorgeschlagen. Dalton de Souza Amorim schlug dann 1993 eine eigene Unterordnung Axymyiomorpha vor, die die drei Familien Axymyiidae, Pachyneuridae und Perissommatidae umfassen sollte. Vladimir A. Blagoderov schlug stattdessen eine Einbeziehung in die Bibionomorpha vor, die gemeinsam mit den Brachycera die Klade der Neodiptera bilden würden. Molekulare Untersuchungen durch Jan Ševčík und Kollegen lassen nun eine Einbeziehung in die Bibionomorpha aber wieder sehr fraglich erscheinen. Sie wird deshalb nun meist, bis zur Klärung der Schwestergruppenverhältnisse, als einzige Familie in eine eigene Unterordnung Axymyiomorpha gestellt, da es keine klaren Apomorphien gibt, die eine andere Platzierung ermöglichen würden. Eine zeitweilig erwogene nähere Verwandtschaft zu den Nymphomyiidae erscheint aus morphologischen Gründen unwahrscheinlich.